# Anton Hancko
Anton Hancko (5. června 1883 Likavka nebo Žilina – 23. srpna 1967 Liptovská Lúžna) byl slovenský a československý politik, meziválečný poslanec a senátor Národního shromáždění za Hlinkovu slovenskou ľudovou stranu.

## Biografie
V parlamentních volbách v roce 1920 získal poslanecké křeslo v Národním shromáždění. Zvolen byl na společné kanditátce Slovenské ľudové strany a celostátní Československé strany lidové. V roce 1921 ovšem slovenští poslanci vystoupili ze společného poslaneckého klubu a nadále již fungovali jako samostatná politická formace. V parlamentních volbách v roce 1925 mandát obhájil.
Profesí byl podle údajů k roku 1925 učitelem v Žilině. Od roku 1929 byl starostou Žiliny.
V parlamentních volbách v roce 1929 získal senátorské křeslo v Národním shromáždění. Mandát obhájil v parlamentních volbách v roce 1935. V senátu setrval do jeho zrušení roku 1939.
V prosinci 1938 byl jako předseda Sdružení slovenských odborových organizací rovněž zvolen ve volbách do Sněmu Slovenskej krajiny.